# Movimento de Justiça e Direitos Humanos
Movimento de Justiça e Direitos Humanos (MJDH) é uma organização não-governamental brasileira fundada em 25 de março de 1979, com sede em Porto Alegre.
Antes mesmo de seu registro oficial, o Movimento já atuava desde os anos 70, quando foi responsável por fornecer ajuda a militantes que fugiam das ditaduras militares latino-americanas.  Também resgatou a mulher do líder montonero argentino Mario Firmenich, reunindo o casal na Cidade do México. A atuação do MDJH durante o regime militar no Brasil foi reconhecida numa exposição realizada em 2013. Em 2011, Jair Krischke, sua principal liderança, recebeu a Comenda de Direitos Humanos Dom Hélder Câmara do Senado Federal.
Desde 1984, a entidade promove, em conjunto com a Ordem dos Advogados do Brasil, o Prêmio Direitos Humanos de Jornalismo, oferecido às matérias jornalísticas mais relevantes em torno da defesa da dignidade humana. A solenidade de entrega acontece no dia 10 de dezembro, data da promulgação da Declaração Universal dos Direitos do Homem.